# Râul Galbena de Sud
Râul Galbena de Sud este unul din cele două brațe care formează râului Berhina. 

## Hărți
- Harta județului Hunedoara
- Harta Munților Retezat  Arhivat în 10 iulie 2012, la Wayback Machine.